# Корма (Ельский район)
Корма (бел. Карма) — деревня в Валавском сельсовете Ельского района Гомельской области Беларуси.

## География

### Расположение
В 45 км на юго-запад от районного центра и железнодорожной станции Ельск (на линии Калинковичи — Овруч), в 22 км от Гомеля.

## Гидрография
На севере мелиоративный канал.

## Транспортная сеть
Транспортные связи по просёлочной, затем автомобильной дороге Скородное — Стодоличи. Планировка состоит из изогнутой, почти меридиональной улицы. Застройка деревянная, усадебного типа.

## История
По письменным источникам известна с XVIII века как селение в Мозырском повете Минского воеводства Великого княжества Литовского.
После 2-го раздела Речи Посполитой (1793 год) в составе Российской империи. В 1816 году центр одноименного поместья, его хозяин, дворянин Ванькович, владел в 1876 году 400 десятинами земли. В 1879 году упоминается как селение Скороднянского церковного прихода. Согласно переписи 1897 года располагались часовня, хлебозапасный магазин. В 1908 году в Скороднянской волости Мозырского уезда Минской губернии.
С 20 августа 1924 года до 17 декабря 1959 года центр Кормянского сельсовета Королинского, с 5 февраля 1931 года до 26 июля 1930 года и с 21 июня 1935 года до 20 февраля 1938 года Ельского районов Мозырского округа, с 20 февраля 1938 года Полесской, с 8 января 1954 года Гомельской области. В 1930 году создан колхоз «Серп и молот», работали ветряная мельница и кузница, спиртопорошковый завод. Во время Великой Отечественной войны в июле 1943 года оккупанты сожгли деревню и убили 8 жителей. 59 жителей погибли на фронте. В 1959 году в составе совхоза «Валавский» (центр — деревня Валавск). Размещены клуб, библиотека, фельдшерско-акушерский пункт.

## Население

### Численность
- 2004 год — 63 хозяйства, 104 жителя.

### Динамика
- 1816 год — 18 дворов.
- 1897 год — 23 двора, 219 жителей; в фольварке 2 двора, 18 жителей (согласно переписи).
- 1908 год — 48 дворов.
- 1917 год — 406 жителей.
- 1924 год — 84 двора, 438 жителей.
- 1940 год — 117 дворов, 516 жителей.
- 1959 год — 417 жителей (согласно переписи).
- 2004 год — 63 хозяйства, 104 жителя.
- 2019 год — 23 хозяйства, 34 жителя.